# Apeadero de Naya
Naya fue un apeadero ferroviario situado en el municipio español de Minas de Riotinto, en la provincia de Huelva, perteneciente al ferrocarril de Riotinto. Las instalaciones daban servicio principalmente a los obreros y residentes en el poblado de La Naya, junto al área industrial de Zarandas-Naya.

## Historia
El apeadero fue construido en 1883 para permitir el tráfico de viajeros entre Naya y el resto del ferrocarril de Riotinto. La línea férrea había sido inaugurada en 1875 para el transporte de minerales. El edificio del apeadero era de base rectangular y una sola planta, contando con un pequeño porche sostenido por pilares cuadrangulares. En 1904 fue dotado de alpende, se mejoró la cubierta y se construyó una carbonera para las locomotoras de vapor; tres años después se construyó el almacén del apeadero. Las instalaciones estuvieron en servicio hasta 1970, cuando se despobló la aldea de Naya. 